# Grúa Fairbairn

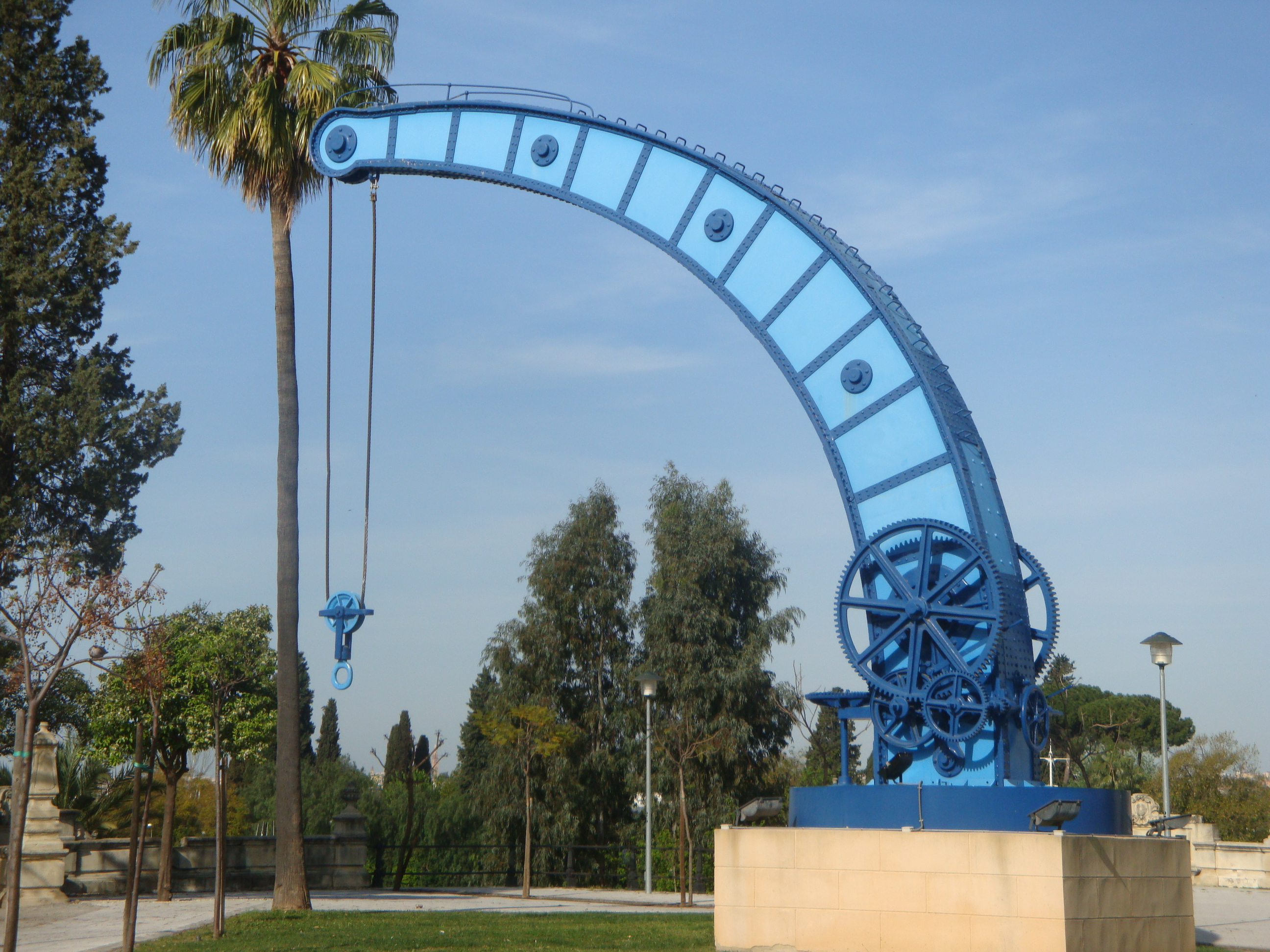
Grúa Fairbairn im Museumsfreigelände

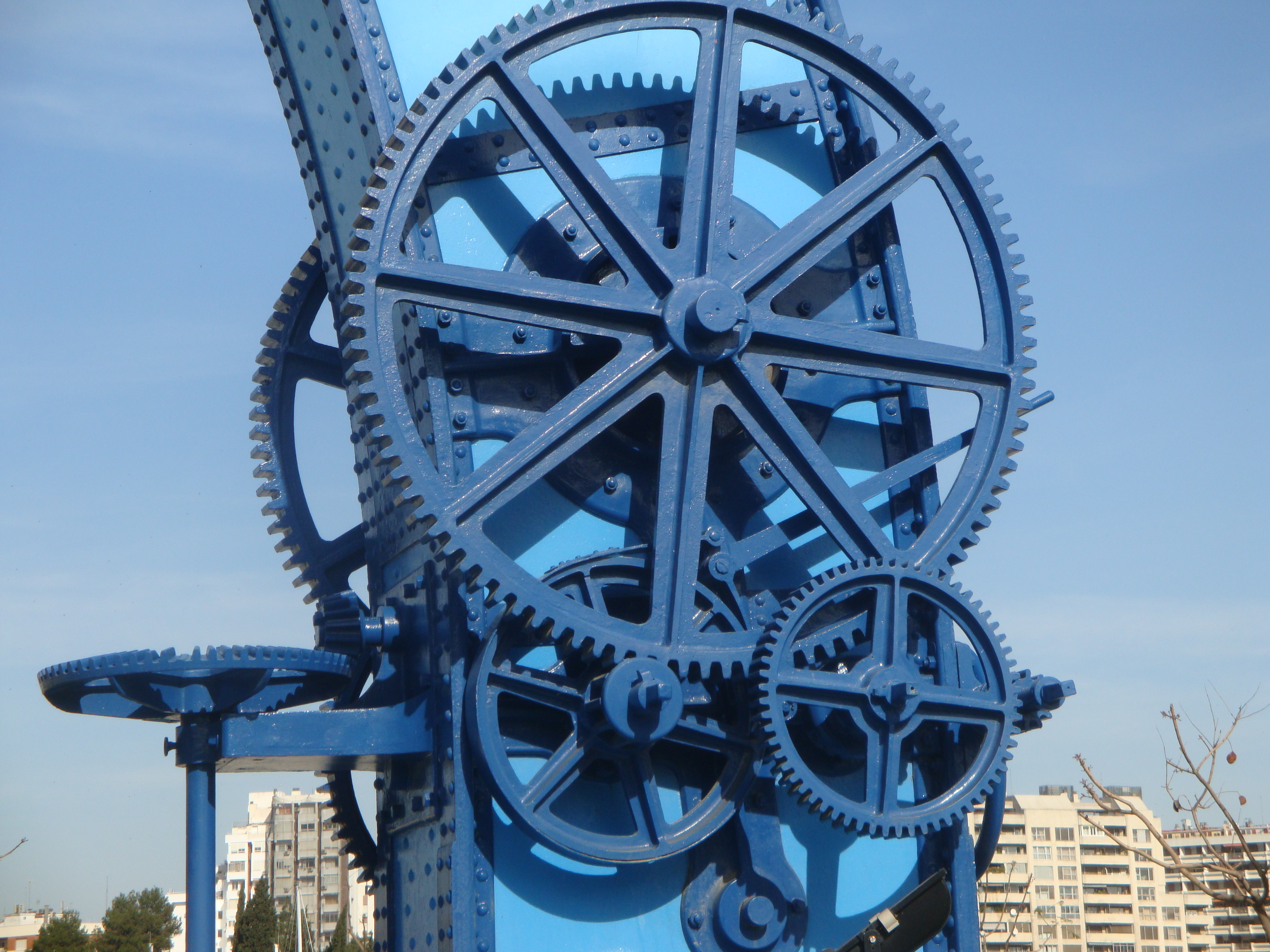
Getriebeansicht

Grúa Fairbairn ist ein historischer Hafenkran, der von dem englischen Unternehmen William Fairbairn & Sons aus Manchester im Auftrage der Hafenverwaltung in der Stadt Sevilla in Andalusien in den Jahren 1874 bis 1875 errichtet wurde.

## Geschichte
Der 1875 in Betrieb genommene Kran war damals der stärkste Hafenkran in ganz Spanien. Grúa Fairbairn wurde mit einer Dampfmaschine angetrieben, der schwenkbare Ausleger von 9,5 Metern übertrug seine Kraft über eine fünfstufige Zahnraduntersetzung auf die Seilwinde und wurde von zwei Männern bedient. Das Gesamtgewicht betrug rund 60 Tonnen und hatte eine maximale Hebekraft von 40 Tonnen. 1905 wurde der Kran in einen anderen Hafenteil zur Eisenbahnverladung versetzt. Der Fairbairn-Kran stand bis 2005 im Hafen von Sevilla. Die damaligen Baukosten werden in den Unterlagen von 1874 mit einem Betrag für Fracht, Fundament und Montage von 106.053,94 Pesetas genannt.
Heute befindet sich der Ausleger mit Getriebe, jedoch ohne Maschinenantrieb, im Freigelände des historischen Hafenmuseums in Sevilla.

## Trivia
Das Patent für diese Kranbauart geht zurück auf das Jahr 1850, als William Fairbairn die röhrenförmige genietet Bauweise mit gebogenem Ausleger in England patentieren ließ.